# Нащокин, Пётр Степанович
Пётр Степа́нович Нащо́кин (ум. до 1614) — воевода в Сольвычегодске (1610) и Чердыни (1612—1613).
В 1610 году был воеводой в Сольвычегодске. 17 сентября 1610 года получил грамоту королевича Владислава о роспуске даточных людей по домам и об удовлетворении их наёмными деньгами.
В 1612—1613 годах был воеводой в Чердыни. 7 апреля 1612 года подписался под грамотой Дмитрия Пожарского из Ярославля на Вычегду. В 1613 году пелымский воевода Степан Годунов просил его о присылке хлебных запасов, которые сполна не получались уже пятый год, а потому служилые люди могли разбрестись; просил прислать в прибавку и служилых людей. В конце 1613 года Нащокин получил повеление составить опись Чердыни. Любопытно представленное им описание Чердынского посада: «город Чердынь деревянный и на городе шесть башен, а мосты и обломы на городе и на башнях сгнили и кровли обвалились, а у города четверо ворота, да тайник завалился; а на городе наряду пушка медная 12 пядей в станку, а станок и колеса ветхи и худы». Умер в Чердыни до 10 февраля 1614 года.